# Moonraker - Operazione spazio
Moonraker - Operazione spazio (Moonraker) è un film del 1979 diretto da Lewis Gilbert. È la quarta pellicola dedicata a James Bond interpretata dall'attore inglese Roger Moore.

## Trama
James Bond scampa all'ennesimo tentativo di omicidio da parte di un'amante pericolosa, abbandonato su un aereo privato, ingovernabile e privo di paracadute. Rientrato a Londra, deve indagare sulla sparizione di uno Space Shuttle denominato Moonraker, proprietà del miliardario Hugo Drax, sinistro presidente di una potente industria aerospaziale. Bond sventa ogni suo tentativo di eliminazione, avvalendosi di vari dispositivi e gadget, dai dardi dalla punta perforante o avvelenata all'esplosivo al plastico celato in un comune orologio da polso, a sua volta con funzione di timer. Scoprirà presto l'intento megalomane di Drax, lo sterminio dell'umanità per mezzo di un potentissimo gas nervino di origine vegetale, per creare una futura razza di individui perfetti, privi di difetto fisico, avvalendosi di giovani coppie selezionate e trasportate provvisoriamente in una stazione spaziale su delle navette Moonraker. Determinante il ritorno del killer noto come "Squalo" (Jaws), un gigante dalla dentiera d'acciaio, già visto nel precedente La spia che mi amava.
(Q al ministro britannico della Difesa, nel collegamento video di Bond in intimità con la collega.)

## Produzione
I titoli di coda de La spia che mi amava (1977) annunciavano il ritorno di Bond in Solo per i tuoi occhi, ma Cubby Broccoli ritenne opportuno sfruttare l'onda di Star Wars, adattando il romanzo di Ian Fleming Moonraker: il grande slam della morte con un'ambientazione spaziale, in quanto l'intento di Drax nel romanzo è la distruzione di Londra con un semplice missile. Da qui anche l'uso degli slogan Bigger and better, ma soprattutto quello secondo cui Moonraker è "il film che comincia laddove tutti gli altri film [della saga di James Bond] finiscono". (Where all the other Bonds ends... this one begins!)
L'inizio ufficiale delle riprese è il 14 agosto 1978, in Francia.
Il film anticipa di diciotto mesi la prima missione dello Space Shuttle Columbia. Le scene realistiche del lancio dei Moonraker precorrono i tempi in quanto simili a quelli reali ad eccezione della livrea gialla. Come piacque dire a Broccoli la pellicola "parlò di scienza, non di fantascienza".
È l'ultima pellicola in cui appare Bernard Lee nel ruolo di M (l'attore morì nel 1981). Il personaggio, dopo un film di transizione (Solo per i tuoi occhi) in cui verrà dichiarato "in licenza", tornerà nella pellicola Octopussy - Operazione piovra, interpretato dall'attore Robert Brown.

## Cast
- Roger Moore è James Bond, l'agente dell'MI6, 007.
- Michael Lonsdale è Hugo Drax, ricco industriale di origine francese. il suo obiettivo è di distruggere ogni forma di vita umana sulla Terra, sostituendola con una nuova generazione accuratamente selezionata per avviare un nuovo ordine mondiale. È l'antagonista principale del film.
- Lois Chiles è Holly Goodhead, agente infiltrato della CIA.
- Richard Kiel è Squalo, il killer già apparso nel film precedente Agente 007 - La spia che mi amava. Il personaggio sarebbe dovuto morire inizialmente al termine del film, ma a grande richiesta, fu deciso di far apparire Squalo anche nel successivo film.
- Corinne Cléry è Corinne Dufour, la segretaria di Drax che aiuterà Bond nelle sue indagini. Per questo viene uccisa dai cani di Drax.
- Emily Bolton è Manuela, contatto di Bond a Rio.
- Blanche Ravalec è Dolly, la ragazza di Squalo.
- Bernard Lee è M, capo dell'MI6.
- Desmond Llewelyn è Q, capo del laboratorio attrezzature del MI6.
- Lois Maxwell è Miss Moneypenny la segretaria di M.
- Geoffrey Keen è Frederick Gray, ministro della Difesa.

## Ambientazioni
- Los Angeles
- Francia: castello di Vaux-le-Vicomte (nel film sito nel deserto californiano).
- Venezia: palazzo Pisani di Campo Santo Stefano (cortili interni, Piano nobile e Scalone d'onore);
- Brasile: Rio de Janeiro, spiaggia di Copacabana, Pan di Zucchero
- Cascate dell'Iguazú (al confine tra Argentina e Brasile)
- Guatemala

## Colonna sonora
Il motivo conduttore del film, Moonraker di John Barry, è cantato da Shirley Bassey.

## Accoglienza e critica
Il film incassò quasi il doppio del precedente La spia che mi amava (1977) e ha detenuto il record di incassi tra quelli della serie almeno fino al 1995, all'uscita di GoldenEye.
Derek Meddings, supervisore agli effetti speciali del film, grazie ai suoi modellini, ottiene una candidatura per i migliori effetti speciali, risultando il film più spettacolare della serie 007 realizzato fino ad allora.
Molti critici (tra cui Paolo Mereghetti), non hanno invece del tutto apprezzato la qualità artistica di questa undicesima missione, tacciandolo finanche di sentimentalismi, citando ad esempio il personaggio di Jaws ("Squalo" nella versione italiana, sicario di assoluto valore tornato a furor di popolo per una seconda volta consecutiva) che si innamora di una giovane formosa ma miope e di bassa statura, passato alla parte di Bond conosciuti i sinistri propositi di Drax.
Rotten Tomatoes gli assegna un voto del 62%. James Berardinelli di ReelViews sostiene che il lato spettacolare del film riesce a prevalere sulle sue parti sciocche. Vincent Canby del New York Times sentenzia invece che questo è il film più esagerato di tutta la serie.

## Riconoscimenti
- 1980 - Premio Oscar
  - Candidatura per i migliori effetti speciali